# Dicrostolis falcinervis
Dicrostolis falcinervis är en tvåvingeart som först beskrevs av Oswald Duda 1928.  Dicrostolis falcinervis ingår i släktet Dicrostolis och familjen dyngmyggor.
Artens utbredningsområde är Ungern. Inga underarter finns listade i Catalogue of Life.